# Ehrendingen
Ehrendingen, im schweizerdeutschen Ortsdialekt Ääredinge [ˈæːrədiŋːə], ist eine Einwohnergemeinde im Schweizer Kanton Aargau. Sie gehört zum Bezirk Baden, liegt drei Kilometer nordöstlich des Bezirkshauptorts und entstand am 1. Januar 2006 durch die Fusion der Gemeinden Oberehrendingen und Unterehrendingen, die sich 1825 getrennt hatten.

## Geographie
Das Dorf liegt am Nordfuss der Lägern in einem Seitental der Surb. Die Lägern ist der nordöstlichste Ausläufer des Faltenjuras. Ihr Grat erstreckt sich von Westen nach Osten, in einer Höhenlage von 757 m ü. M. bis 859 m ü. M. An der östlichen Gemeindegrenze erhebt sich der Steinbuck (661 m ü. M.), welcher der Lägern vorgelagert ist. Am Höhtal, dem 500 Meter hohen Übergang vom Surbtal ins südwestlich gelegene Limmattal, beginnt ein in Süd-Nord-Richtung verlaufender Einschnitt. Dieser erstreckt sich über Ober- und Unterehrendingen bis zum Surbtal. Die Bebauung der beiden Ortsteile ist nahtlos zusammengewachsen und folgt dem Dorfbach, der an der Nordflanke der Lägern entspringt. In Richtung Westen erstrecken sich die Ausläufer des Siggenbergs, der Teil des Tafeljuras ist.
Die Fläche des Gemeindegebiets beträgt 729 Hektaren, davon sind 208 Hektaren bewaldet und 122 Hektaren überbaut. Der tiefste Punkt des Gemeindegebiets liegt auf 425 Metern an der Surb, der höchste auf dem 859 Meter hohen Burghorn, das zur Lägernkette gehört. Nachbargemeinden sind Schneisingen im Norden, Niederweningen im Osten, Wettingen im Süden, Ennetbaden im Südwesten, Freienwil im Westen und Lengnau im Nordwesten.

## Geschichte

Luftansicht (1967)

Einzelne Funde weisen darauf hin, dass die Gegend nördlich der Lägern bereits während der Jungsteinzeit und der Bronzezeit besiedelt war. Die erste urkundliche Erwähnung von Aradingin erfolgte im Jahr 1040. Der Name stammt vom althochdeutschen Arinratingun und bedeutet «bei den Leuten des Arinrat». Im 11. Jahrhundert erwarb das Kloster Einsiedeln grossen Grundbesitz. Das Kloster Elchingen bei Ulm tauschte 1150 seine Besitztümer mit dem Kloster Sankt Blasien. Im Laufe der Zeit nahm das Kloster Wettingen eine dominierende Stellung ein. Mit der Bezeichnung in Eredingen villa inferiori wurde 1261 in einer Urkunde das kleinere Unterehrendingen erstmals vom grösseren Oberehrendingen unterschieden. Landesherren waren die Habsburger.
1415 eroberten die Eidgenossen den Aargau. Ehrendingen war fortan der Hauptort des gleichnamigen Amtsbezirks in der Grafschaft Baden, einer gemeinen Herrschaft. Sowohl die niedere Gerichtsbarkeit als auch die Blutgerichtsbarkeit übte der Landvogt in Baden aus. Im März 1798 nahmen die Franzosen die Schweiz ein und riefen die Helvetische Republik aus. Ehrendingen war zunächst eine Gemeinde im kurzlebigen Kanton Baden und gelangte 1803 zum neu gegründeten Kanton Aargau.
1825 erfolgte die Aufteilung Ehrendingens in die selbständigen Gemeinden Ober- und Unterehrendingen. Beide Dörfer, die damals noch räumlich getrennt waren, wurden durch grosse Brände heimgesucht; 1821 in Ober- und 1832 in Unterehrendingen, wo darüber hinaus das Schulhaus eingeäschert wurde. Von 1892 bis 1902 beschäftigte die Zementfabrik Lägern bis zu 400 Arbeiter. Bis in die 1950er Jahre wuchs die Einwohnerzahl nur leicht, in Unterehrendingen ging sie zeitweise sogar zurück. Doch dann setzte, bedingt durch die Nähe zu Baden und Zürich, eine verstärkte Bautätigkeit ein. Die Einwohnerzahl stieg rasch an, und die Bebauung wuchs zusammen. Die beiden Dörfer entwickelten allmählich eine gemeinsame Identität und beschlossen 2003 die Wiedervereinigung. Am 1. Januar 2006 entstand nach einer Unterbrechung von 181 Jahren die Gemeinde Ehrendingen wieder.

## Sehenswürdigkeiten

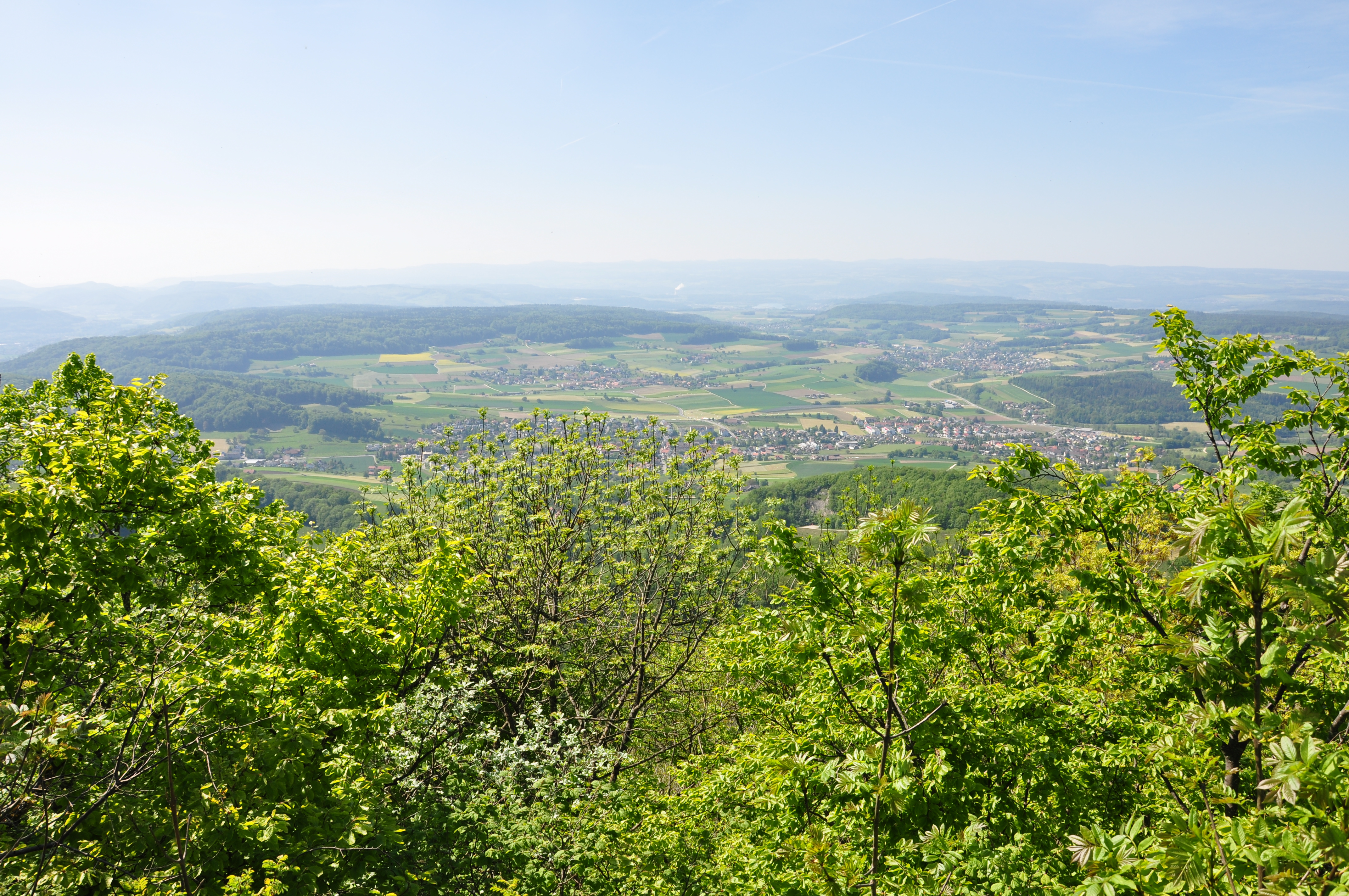
Ansicht von der Lägern

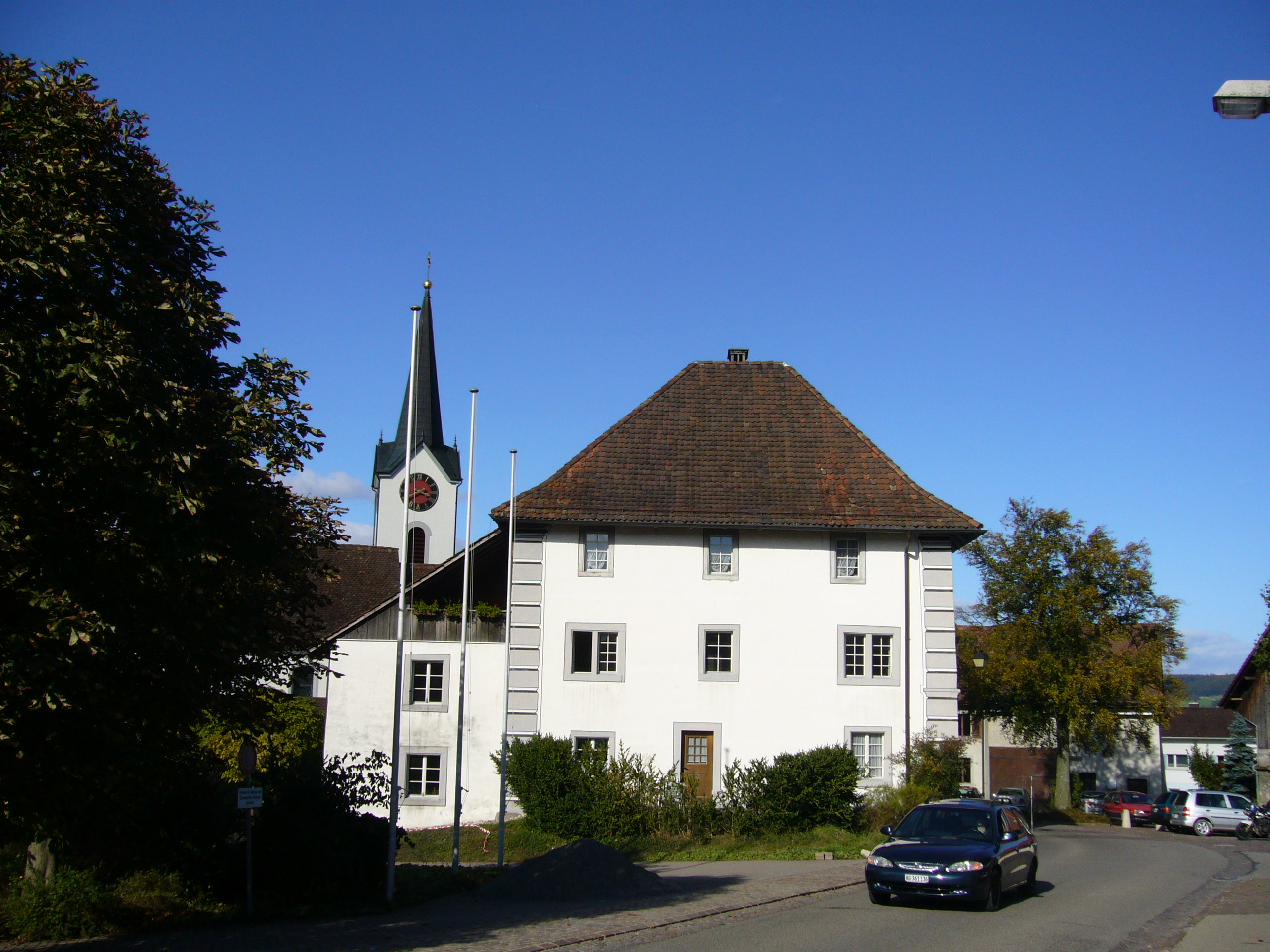
Vogthaus bei der Kirche

## Wappen
Die Blasonierung des Gemeindewappens lautet: «Gespalten von Blau mit aus der Teilungslinie schreitendem gelbem Hirsch und von Weiss mit ausgerissener grüner Tanne.» Das am 1. Januar 2006 eingeführte Wappen vereint Hirsch und Tanne, die Symbole der Wappen von Ober- und Unterehrendingen. Der Hirsch steht für das Kloster St. Blasien, das dieses Tier ebenfalls im Wappen führte. Die Bedeutung der Tanne ist nicht überliefert.

## Bevölkerung
Die Einwohnerzahlen entwickelten sich wie folgt:
| Jahr      | 1850 | 1900 | 1930 | 1950 | 1960 | 1970 | 1980 | 1990 | 2000 | 2010 | 2020 |
| Einwohner | 993  | 966  | 1135 | 1337 | 1653 | 2362 | 2476 | 2958 | 3299 | 4164 | 4880 |

Am 31. Dezember 2023 lebten 4906 Menschen in Ehrendingen, der Ausländeranteil betrug 18,2 %. Bei der Volkszählung 2015 bezeichneten sich 40,7 % als römisch-katholisch und 22,7 % als reformiert; 36,6 % waren konfessionslos oder gehörten anderen Glaubensrichtungen an. 92,2 % gaben bei der Volkszählung 2000 Deutsch als ihre Hauptsprache an, 1,5 % Italienisch, 1,0 % Englisch sowie je 0,9 % Albanisch und Französisch.

## Politik und Recht
Die Versammlung der Stimmberechtigten, die Gemeindeversammlung, übt die Legislativgewalt aus. Ausführende Behörde ist der fünfköpfige Gemeinderat. Er wird im Majorzverfahren vom Volk gewählt, seine Amtsdauer beträgt vier Jahre. Der Gemeinderat führt und repräsentiert die Gemeinde. Dazu vollzieht er die Beschlüsse der Gemeindeversammlung und die Aufgaben, die ihm vom Kanton zugeteilt wurden. Für Rechtsstreitigkeiten ist in erster Instanz das Bezirksgericht Baden zuständig. Ehrendingen gehört zum Friedensrichterkreis III (Baden).

## Wirtschaft
In Ehrendingen gibt es gemäss der im Jahr 2015 erhobenen Statistik der Unternehmensstruktur (STATENT) rund 820 Arbeitsplätze, davon 9 % in der Landwirtschaft, 23 % in der Industrie und 68 % im Dienstleistungsbereich. Das Dorf ist eine typische Wohngemeinde am Rande einer Agglomeration. Die meisten Erwerbstätigen sind Wegpendler und arbeiten in den nahe gelegenen Städten Baden, Wettingen und Zürich.

## Verkehr
Am äussersten nördlichen Rand des Dorfes verläuft die Hauptstrasse 17 zwischen Döttingen und Dielsdorf. Von dieser zweigt die Kantonsstrasse 279 nach Baden ab, während die Kantonsstrasse 428 eine Verbindung nach Freienwil herstellt. Das Dorf wird durch drei Postautolinien erschlossen, die vom Bahnhof Baden nach Döttingen, Tegerfelden und Kaiserstuhl führen. An Wochenenden verkehrt ein Nachtbus vom Bahnhof Baden über Ehrendingen und Klingnau nach Bad Zurzach. Der Bahnhof im Nachbarort Niederweningen ist die Endstation einer Linie der S-Bahn Zürich. 1915 war eine Fortsetzung der in Niederweningen endenden Eisenbahntrasse durch das Surbtal bis nach Döttingen geplant worden, welche auch eine Haltestelle in Unterehrendingen vorsah. Diese unter dem Arbeitstitel Surbtalbahn bekannte Strecke ist jedoch nie gebaut worden.

## Bildung
Es gibt im Gemeindegebiet vier Kindergärten und drei Schulhäuser, in denen die Primarschule unterrichtet wird. Alle Oberstufen (Realschule, Sekundarschule und Bezirksschule) können in Baden besucht werden. Die nächstgelegenen Gymnasien sind die Kantonsschule Baden und die Kantonsschule Wettingen.

## Persönlichkeiten
- Guido Frei (* 1953), Radrennfahrer
- Ursina Anderegg (* 1981), Politikerin
- Romano Meier (* 1995), Curler